# Hylisch pluralisme
Het hylisch pluralisme of de meervoudigheid van de stof is een filosofisch model, ontwikkeld door de theosoof Prof. Dr. Johannes Jacobus Poortman. In die theorie worden verschillende benaderingswijzen van de wereld gedefinieerd op een schaal van materialisme, idealisme tot en met spiritualisme. Volgens Christian Vandekerkhove zou het als een brug kunnen dienen in de (al dan niet schijnbare) antinomie tussen wetenschap en religie. Dit model verklaart dat een wereldbeschouwing ervan kan uitgaan dat alles wat bestaat stof is (in een of ander vorm) ofwel dat alles geest is (in een of andere vorm), of een combinatie van beide.
Poortman deelt de verschillende visies op, in zes standpunten:
1. Het alfa-standpunt: Monistisch Materialisme of Materialistisch Monisme (er bestaat enkel materie)
2. Het bèta-standpunt: Dualistisch Materialisme
3. Het gamma-standpunt: Enkel God is immaterieel
4. Het delta-standpunt: Ook de ziel is immaterieel
5. Het epsilon-standpunt: Antropologisch Dualisme
6. Het zèta-standpunt: Psychisch Monisme (er bestaat enkel geest)

Alle bestaande filosofieën en religies kunnen worden ondergebracht in een van bovenstaande categorieën. De huidige academische wetenschap bijvoorbeeld valt onder het alfa-standpunt. Het solipsisme valt onder het zèta-standpunt. De theosofie, de antroposofie, de moderne Rozenkruisers en de Vedanta bijvoorbeeld zijn mengvormen die "objectief idealisme" genoemd kan worden. Daarbij is het zijnde subjectief zèta maar objectief alfa. Met andere woorden: het subject, (bewust-)"zijn"(-de) (de waarnemendheid zelve), wordt dan als primair aangenomen. Het object, het waargenomene, als materieel, maar dat wordt dan gezien als een illusie maya.